# Saint-Remacle (Verviers)

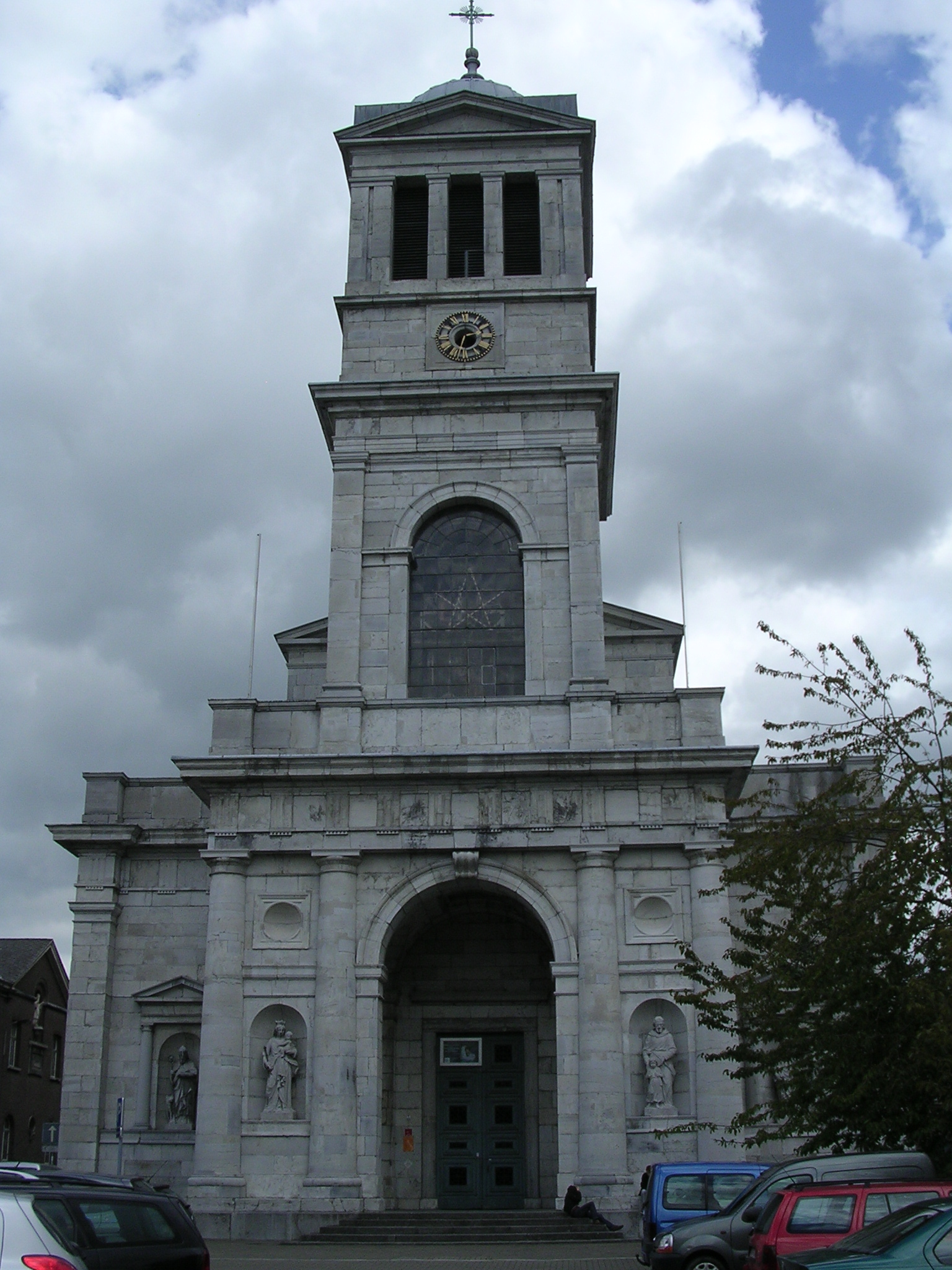
Verviers, Saint-Remacle

Saint-Remacle ist eine römisch-katholische Pfarrkirche im Bistum Lüttich. Sie befindet sich in der zur Provinz Lüttich gehörigen belgischen Stadt Verviers und trägt das Patrozinium des hl. Remaclus, des Gründers der Klöster Stablo und Malmedy.

## Baugeschichte
Die Kirche Saint-Remacle wurde zwischen 1834 und 1838 von den Architekten J. und A.-M. Vivroux, Mitglieder der großen Lütticher Bildhauer- und Architektenfamilie Viroux, im klassizistischen Stil erbaut. Als Grundlage dienten Baupläne des deutschen Architekten Johann Peter Cremer, die wiederum von dem französischen Architekten Louis-Hippolyte Lebas überarbeitet wurden. Gefördert wurde der Bau durch reiche Mäzene und Industrielle.

## Architektur
Der Baustil der Kirche Saint-Remacle orientiert sich an der Architektur der römischen Basiliken. Der von zwei Gebäudeflügeln flankierte Kirchturm besteht aus einem Portalvorbau auf Straßenniveau und hat zwei Etagen. Der Vorbau ist gekennzeichnet durch Rundbögen mit Voluten, ein Gesims mit Triglyphen sowie eingelassene Säulen und Wandnischen mit Statuen. Die erste Turmetage ist durchbrochen mit von Pilastern eingerahmten Rundbogenfenstern. Der zweite Stock hat ein von Pilastern getragenes Gesims. Jede Seite ist mit einem Giebeldreieck verziert. Die beiden Gebäudeflügel sind mit Nischen und einem Traufdach ausgestattet.
Das mit einer Kassettendecke abgeschlossene und von zwei Seitenschiffen mit Spitzbogenfenstern flankierte Kirchenschiff besitzt acht Joche mit Pfeilern in toskanischer Ordnung. Ein Portikus mit dreieckigem Giebel wird von zwei Säulen getragen. Die mit Medaillonfriesen verzierten Mauern zeigen die Büsten der Apostel.

## Innenausstattung
Der aus Marmor gefertigte Hochaltar im Chor ist von vier großen Statuen mit den Darstellungen der Kirchenväter Ambrosius, Augustinus, Gregorius und Hieronymus umgeben. Die Chorstühle und die Predigtkanzel sind aus massivem Eichenholz geschnitzt. Wände und Decke sind mit Malereien versehen. Am Fuß der um 1862 entstandenen Kanzel befinden sich Skulpturen der Heiligen Raymond und Edouard sowie des Kirchenpatrons Remaclus. Die Statue des Heiligen Remaclus hinter der Kanzel stammt aus dem Jahre 1693. An den Seiten und im hinteren Bereich befinden sich Altäre.
Eine Holzstatue des Heiligen Severus von 1703 unter dem Rednerpult stammt aus der alten Kirche. Der Schutzheilige der Weber hält in der linken Hand eine Spule. Dies hebt die Bedeutung der Weberei im frühen 18. Jahrhunderts hervor.
Ein Triptychon aus der Zeit vor 1646 über dem Altar am Taufbecken zeigt das Leben Johannes des Täufers. Gemalt wurde das Triptychon von Gerard Douffet (1594–1660). Douffet war ein Schüler von Peter Paul Rubens und Gründer des Lütticher Schule aus dem 17. Jahrhundert.
Weitere Ausstattungsdetails der Kirche sind unter anderem eine Kommunionbank, Beichtstühle und ein Taufbecken, alle aus dem frühen 19. Jahrhundert.
Die klassizistische Orgel mit einem mechanischen Registerzug wurde 1839 von der Orgelbaufirma Wilhelm Korfmacher aus Linnich hergestellt. 1881 wurde sie von dem belgischen Orgelbauer Peter Schyven zum ersten Mal geändert. 1910 erfolgte eine zweite Änderung. 1968 wurde das Instrument restauriert und ein weiteres Mal in den Jahren 2015 und 2016 instand gesetzt.

## Denkmalschutz
Am 23. Februar 1987 wurde die Kirche unter der Nummer 63079-CLT-0010-01 unter Denkmalschutz gestellt.